# ミックス。
『ミックス。』は、2017年10月21日に東宝系で公開された日本映画。監督は石川淳一、脚本は古沢良太が手掛けた。新垣結衣と瑛太のダブル主演作。
卓球をテーマにした新感覚のロマンティック・コメディ。主人公の多満子が元プロボクサーの萩原久と混合ダブルスを組み、卓球クラブの再建を目指す。

## ストーリー
富田多満子は、渚テクノロジー社の庶務課で働く28歳のOL。彼女の母親・華子は嘗て卓球の有名選手で、神奈川県の田園地帯で「フラワー卓球クラブ」を運営し、多満子が小さい頃から卓球のスパルタ教育を施していた。母のせいで卓球が嫌で嫌で堪らなかった多満子は、中学時代に母が死去したことを機に卓球を止め、その後はタクシー運転手の父親と2人で普通の生活を送ってきていた。
或る日、スター選手の江島晃彦が渚テクノロジーの卓球部に移籍して来る。卓球つながりで多満子は江島のことを小さい頃から知っており、憧れの対象であった。江島からの誘いで多満子は江島と交際することになり、2人の仲は、江島が自宅の鍵を多満子に渡すまでに発展する。
その後、若きアイドル卓球選手・小笠原愛莉も渚テクノロジーに所属することとなり、江島とミックスダブルスを組む。或る夜、江島の家で多満子が江沢のためにサプライズパーティの準備をしていると、江沢の帰宅の気配がしたことから家具の後ろに身を隠す。江沢は小笠原と一緒で、多満子が隠れていることに気付かない2人はソファに倒れこむ。江沢の浮気発覚に多満子は絶叫し、部屋を飛び出す。
直ちに渚テクノロジーを退職し、ヤケ酒を飲んだ多満子は二日酔いのまま鉄道で実家に向かうが、車内で嘔吐し、吐瀉物を同じ車両に乗っていた萩原久にかけてしまう。
多満子は地元の食品缶詰工場のパート仕事に就くが、不器用な多満子は役に立たず直ぐ辞めることとなる。そこで多満子は、華子が運営していたフラワー卓球クラブの運営を再開しようとするが、クラブはすっかり寂れていて、会員は全くの素人の3人という有様。嘗ての会員で現在は医師の妻となっている吉岡弥生が多満子の復帰に伴い一緒に活動を再開する。そして、多満子に鉄道内で吐瀉物をかけられた萩原も最近クラブに入っていたことを多満子は知る。萩原は近くの高速道路の工事現場で働く作業員で、別れた妻の連れ子（娘）が中学校で卓球部に入ったことがクラブ入会の動機であった。
多満子はクラブの活性化のために、また、江島と小笠原を見返すために、ミックスダブルスで全日本卓球選手権の神奈川県予選に出場するために会員たちを鼓舞して猛練習を開始する。多満子は萩原と組むが、2人が出会った経緯が経緯だけに反りが合わず喧嘩ばかり。3組6人で出場した全日本卓球選手権の神奈川県予選では何れも初戦敗退で終わるが、1年後の再出場を目指し、6人の練習には一層熱が入る。
練習を続けている或る日、萩原がサウスポーの元ボクサーであることが明らかになり、ダブルスでは右利きと左利きの組み合わせが断然有利になることから、萩原がラケットを左手に持ち替え、2人に光明が見えてくる。2人は近隣の卓球クラブに「道場破り」に訪れ、次々と成果を上げていく。更に強くなるには日常的に強い相手と練習をする必要があるところ、クラブの6人が行きつけとしている中国料理店の料理人・張と店員・楊が中国ナショナルチームの強化選手「崩れ」であることを偶然知る。張と楊に徹底的に鍛えられた多満子と萩原の実力は格段の向上を見せる。
そんな中、江沢は小笠原と破局したこともあり、多満子に再度、交際を申し入れて来て、酷い仕打ちを受けたにも拘わらず江沢のことが忘れられない多満子はそれを受け入れ、既に出場登録をしていた大会への出場を取り止めることにする。一方、萩原も、元妻が就職先を紹介してくれたことから、建設作業員を辞め、大会の日に設定された採用面接に行くことにする。
しかしその後、2人とも卓球を止めることに完全には踏ん切りがつかず、新しい道に踏み出すことに逡巡し始める。大会当日、クラブの他の2組4人が出場することを知った萩原は、面接を辞退して多満子を迎えに行き、2人も大会に出場することにする。2人は順調に勝ち上がり、いよいよ決勝で江島・小笠原組と対決することになる。
決勝で、2人は2セットを先取されるが、その後2セットを取り返す。最終セットでは接戦となるが、最後はエッジボール（注：打球が台の縁（エッジ）に当たること。そのまま下に落ちてしまうことが多い）という不運で惜しくも負けてしまう。しかし、満場の拍手を受け、2人にとっては十分に満足のいく結果であった。
2人の大健闘により、フラワー卓球クラブは大繁盛となる。多満子はクラブの運営に専念し、萩原も以前の工事現場に戻り、クラブの活動に以前にも増して精力的に取り組む。

## キャスト

### フラワー卓球クラブ
富田 多満子
演 - 新垣結衣（幼少期：平澤宏々路）
失恋して無職のかつての天才卓球少女。28歳。中学時代、母の死を機に卓球をやめて普通の人生を送り、「渚テクノロジー」の庶務課でOLとして働いていたが、付き合っていた江島を愛莉に寝取られたショックから会社を退職し、田舎に帰った。
萩原 久
演 - 瑛太
落ちぶれた元プロボクサー。網膜剥離のためボクサーを引退し、その後は仕事を転々とするも上手くいかなかった。ある日、酒に酔って帰宅したところ、居合わせた妻の上司が妻と不倫をしていると誤解し、その上司を殴ってケガをさせてしまい、それが元で妻と離婚することとなった。
吉岡 弥生
演 - 広末涼子
明るく元気な姉貴分。元ヤンキー。現在は勤務医の妻。
佐々木 優馬
演 - 佐野勇斗
引きこもり高校生。卓球マニア。学校に馴染めず不登校になっている。
落合 元信
演 - 遠藤憲一
プチトマト農園を運営する農家。外見に似合わず温厚で繊細。少年卓球大会で優勝した息子を失う（原因は明らかにされない）。
落合 美佳
演 - 田中美佐子
心優しい元信の妻。

### 渚テクノロジー卓球部
江島 晃彦
演 - 瀬戸康史
ルックスと実力を兼ね備えたスター。「渚テクノロジー」卓球部所属。多満子と付き合っていたが、愛莉に乗り換える。
小笠原愛莉
演 - 永野芽郁
卓球界の若きアイドル。「渚テクノロジー」卓球部所属。多満子から江島を奪う。

### 強敵卓球選手
後藤田 タケル
演 - 鈴木福
多満子・萩原が道場破りに訪れる「岩田卓球道場」の中学生。
日高 菜々美
演 - 谷花音
多満子・萩原が道場破りに訪れる「岩田卓球道場」の中学生。
岩田卓球道場主宰
演 - 松尾諭
道場では柔道着を着て竹刀を持つ強面
山下 誠一郎
演 - 吉田鋼太郎
神奈川県警の警察官。
佐藤 風香
演 - 中村アン
神奈川県警の警察官。
ジェーン・エスメラルダ
演 - 生瀬勝久
多満子・萩原が道場破りに訪れる「卓球教室モンロー」の人物。

### 多満子の両親
富田 華子
演 - 真木よう子
多満子の母。フラワー卓球クラブの創設者で、多満子に卓球のスパルタ教育を行った。多満子が中学生の時に他界。
富田 達郎
演 - 小日向文世
多満子の父。タクシー運転手。友人の借金の連帯保証人になったことから借金を抱えている。

### 中華料理店・楊楊苑
張
演 - 森崎博之
四川料理店の料理人。物凄く辛い麻婆豆腐を作る
楊
演 - 蒼井優
四川料理店の店員。

### 萩原の関係者
石原
演 - 斎藤司（トレンディエンジェル）
萩原が働く高速道路の建設現場の主任。仕事に慣れない萩原をいびりまくる。
佐藤 しおり
演 - 久間田琳加
聖子の連れ子。中学生。
佐藤 聖子
演 - 山口紗弥加
萩原の元妻。萩原の就職のことを上司に相談していたところ、酔って帰宅した萩原が不倫と勘違いして上司を殴ったことに愛想をつかし、離婚した。

### その他
伊藤美誠 （卓球選手。オリンピック銅メダル、世界選手権銀メダル、オリンピック混合ダブルス金メダル）
高校生ペア。
木造勇人（卓球選手。世界ジュニア選手権金メダル）
高校生ペア。
吉村真晴 （卓球選手。オリンピック銀メダル、世界選手権金メダル）
大学生ペア。
浜本由惟（卓球選手。世界選手権銀メダル）
大学生ペア。
石川佳純 （卓球選手。オリンピック銀メダル、世界選手権金メダル）
本人役。
水谷隼 （卓球選手。オリンピック銀メダル、世界選手権銀メダル、オリンピック混合ダブルス金メダル）
本人役。

## スタッフ
- 監督 - 石川淳一
- 脚本 - 古沢良太
- 製作 - 石原隆、市川南
- プロデューサー - 成河広明、梶本圭、古郡真也
- アソシエイトプロデューサー - 片山怜子、大坪加奈
- ラインプロデューサー - 関口周平
- 撮影 - 佐光朗
- 照明 - 加瀬弘行
- 録音 - 高須賀健吾
- 美術 - 相馬直樹
- 美術進行 - 福田宣
- 装飾 - 田中宏
- 衣装 - 田中まゆみ
- メイク - 塚原ひろの
- VFX - 山本雅之
- VFXプロデューサー - 赤羽智史
- 編集 - 河村信二
- 選曲 - 大森力也
- 音響効果 - 壁谷貴弘
- 音楽 - 末廣健一郎
- 主題歌 - SHISHAMO「ほら、笑ってる（Movie Ver.）」
- 挿入歌 - SHISHAMO「サボテン（Movie Ver.）」
- 記録 - 加藤彩
- 監督補 - 湯浅真
- 助監督 - 下畠優太
- 制作担当 - 竹井政章
- 制作プロダクション - FILM
- 製作会社 - フジテレビジョン、東宝
- 配給 - 東宝

## 受賞歴
- 第60回ブルーリボン賞 主演女優賞 - 新垣結衣[4]
- 第41回日本アカデミー賞 優秀主演女優賞 - 新垣結衣[5]
- 第22回日本インターネット映画大賞 主演女優賞 - 蒼井優[6]

## テレビ放送
| 回数 | テレビ局   | 番組名（放送枠名） | 放送日         | 放送時間      | 放送分数 | 視聴率 |
| ---- | ---------- | ------------------ | -------------- | ------------- | -------- | ------ |
| 1    | フジテレビ | 土曜プレミアム     | 2018年10月20日 | 21:00 - 23:25 | 145分    | 10.4%  |
| 2    | フジテレビ | 土曜プレミアム     | 2019年5月11日  | 21:00 - 23:10 | 130分    | 7.7%   |

- 視聴率はビデオリサーチ調べ、関東地区・世帯・リアルタイム。